# Burke Shelley
John Burke Shelley, född 10 april 1950 i Tiger Bay (nu känt som Cardiff Bay) i Llanishen i Cardiff, Wales, död 10 januari 2022 i Cardiff, var en brittisk basgitarrist och sångare. Han var frontman i hårdrocksbandet Budgie från Wales. 
Budgies turné i Östeuropa 2010 avbröts när Shelley inlagdes den 9 november på sjukhuset i Wejherowo, Polen, med aortabråck. Efter operationen återvände han till Storbritannien för återhämtning, men bandet återuppstod inte.

## Diskografi
Studioalbum med Budgie
- Budgie (1971)
- Squawk (1972)
- Never Turn Your Back On a Friend (1973)
- In for the Kill (1974)
- Bandolier (1975)
- If I Were Brittania I'd Waive the Rules (1976)
- Impeckable (1977)
- Power Supply (1979)
- Nightflight (1981)
- Deliver Us from Evil (1982)
- You're All Living in Cuckooland (2006)